# Litsea viridis
Litsea viridis är en lagerväxtart som beskrevs av H. Liu. Litsea viridis ingår i släktet Litsea och familjen lagerväxter. Inga underarter finns listade i Catalogue of Life.